# Zygmunt Kierski
Zygmunt Adolf Kierski, Zygmunt Adolf Kierski z Kiekrza h. Jastrzębiec, Sigismund von Kierski (ur. 17 czerwca 1881, zm. 1 września 1950) – polski i gdański bankowiec, oraz rumuński urzędnik konsularny.

## Życiorys
Ukończył gimnazjum w Poznaniu, Wyższą Szkołę Techniczną w Hanowerze (Technische Hochschule), praktykował w Poznaniu, Hamburgu, Kopenhadze i Londynie. Członek zarządu Banku Kwilecki, Potocki & Co. AG w Poznaniu. Od 1909 przebywał w Gdańsku, gdzie pełnił szereg funkcji, m.in. kierownika oddziału Banku Kwilecki, Potocki... w Gdańsku, przewodniczącego Zjednoczenia Polskich Kupców i Przemysłowców w Gdańsku, przew. organizacji Gdańsko-Polskich Usług Handlowych i konsula Rumunii w Gdańsku (1925-1939). Kierski był współwłaścicielem i członkiem rady nadzorczej Polskiej Agencji Morskiej S.A. w Gdyni (1927-1939)
Został pochowany na cmentarzu parafialnym na Górczynie w Poznaniu (kwatera ILa-6-6).